# Timsbury, Hampshire
Timsbury är en by i civil parish Michelmersh and Timsbury, i distriktet Test Valley, i grevskapet Hampshire i England. Byn är belägen 14 km från Winchester. Timsbury var en civil parish fram till 1932 när blev den en del av Michelmersh. Civil parish hade 257 invånare år 1931. Byn nämndes i Domedagsboken (Domesday Book) år 1086, och kallades då Timbreberie.